# Henri Rousseau
Henri Julien Félix Rousseau, francoski postimpresionistični slikar samorastnik, naivec ali slikar primitivizma, * 21. maj 1844, Laval, Mayenne, Francija, † 2. september 1910, Pariz.
Znan je bil kot Le Douanier (carinik), kar je šaljiv opis njegovega poklica trošarinskega uradnika. V času njegovega življenja je bil zasmehovan od kritikov, kasneje pa so ga spoznali kot genija samouka, katerega dela imajo visoko umetniško kakovost. Rousseaujeva dela so imela velik vpliv na več generacij avantgardnih umetnikov.

## Življenje
Henri Rousseau se je rodil v Lavalu, Francija leta 1844 v družini vodovodnega inštalaterja, kjer je bil prisiljen delati kot majhen deček. Srednjo šolo je obiskoval v Lavalu, najprej kot dnevni dijak, nato pa kot gojenec v internatu, saj je njegov oče postal dolžnik in so morali njegovi starši zapustiti mesto, ker so jim zasegli hišo. Bil je povprečen pri nekaterih predmetih, vendar je osvojil nagrado za risanje in glasbo. Delal je pri odvetniku in študiral pravo, vendar je »izrekel majhno krivo izpoved in se zatekel v vojsko«, ki jo je služil štiri leta, z začetkom leta 1863. Po očetovi smrti se je Rousseau leta 1868 preselil v Pariz, da bi kot vladni uslužbenec podpiral svojo ovdovelo mater . Leta 1868 se je poročil z Clemence Boitard, hčerko svojega najemodajalca, s katero je imel šest otrok (le eden je preživel). Leta 1871 je bil imenovan za trošarinskega uradnika in sicer za pobiranje davkov na blago, ki je vstopalo v Pariz. Njegova žena je umrla leta 1888, nakar se je leta 1898 poročil z Josephine Noury. Resno je začel slikati v svojih zgodnjih štiridesetih letih. V starosti 49 se je upokojil iz delovnega mesta in se posvetil svoji umetnosti s polnim delovnim časom.
Rousseau je trdil, da ni imel »drugega učitelja kot narave«, čeprav je priznal, da je sprejel »nasvet« dveh uveljavljenih akademskih slikarjev, Félixa Augusta Clémenta in Jean-Léona Geroma.  Kot samouka ga uvrščamo med slikarje naivce ali primitiviste.

## Slike
Njegove najbolj znane slike prikazujejo prizore džungle, čeprav ni nikoli zapustil Francije ali videl džungle. Zgodbe, ki jih širijo občudovalci, da je bil vključen v francoski ekspediciji v Mehiki, so neutemeljene. Njegov navdih je prihajal iz ilustriranih knjig in botaničnih vrtov v Parizu, pa tudi podob dermoplastičnih divjih živali. Srečal se je tudi z vojaki v času svojega službovanja v vojski, ki je bila udeležena v francoski ekspediciji v Mehiki in poslušal njihove zgodbe o subtropskih deželah, ki so jih videli. Kritiku Arsène Alexandru je opisal svoje pogoste obiske v parku Jardin des Plantes: »Ko sem šel v steklenjake in videl nenavadne rastline eksotičnih dežel, se mi je zdelo, da sanjam«.
Skupaj z eksotičnimi prizori, je bila sočasna proizvodnja manjših topografskih podob mesta in njihovih predmestjih.
Trdil je, da so izumili nov žanr portreta krajine, ki je bil dosežen s slikami, kot je najljubši del mesta z osebo v ospredju.

## Kritika in priznanja
Rousseaujev nivo in na videz otročji slog, so omalovaževali mnogi kritiki; ljudje so bili pogosto šokirani nad njegovim delom ali so se posmehovali. Njegova naivnost je bila skrajna in je vedno hrepenela, zaman, po konvencionalnem sprejetju. Številni opazovalci so pripomnili, da je slikal kot otrok, toda delo kaže, prefinjenost s posebno tehniko.
Od leta 1886 je redno razstavljal v Salon des Indépendants in čeprav njegovo delo ni bilo na vidnem mestu, je naslikal vse več del. Tiger v tropski nevihti je bila razstavljena leta 1891 in Rousseau je naredil svoj prvi resen pregled, ko je mlad umetnik, Félix Vallotton zapisal: »Njegove slike Tiger v tropski nevihti ne smemo zamuditi, to je Alfa in Omega slikarstva«. Minilo je več kot desetletje preden se je Rousseau vrnil k prikazovanju svojega videnja džungle.
Leta 1893 se je Rousseau preselil v studio na Montparnasse, kjer je živel in delal do svoje smrti leta 1910.  Leta 1897 je izdelal eno najbolj znanih slik, La Bohémienne endormie (Speča ciganka).
Leta 1905 je Rousseau naslikal veliko džungelsko sceno Lačen lev se vrže na antilopo, ki je bila razstavljena v Salon des Indépendants blizu del mlajših vodilnih avantgardnih umetnikov, kot so Henri Matisse, kar je zdaj videti kot prvi prikaz fauvizma. Rousseaujeva slika je celo vplivala na poimenovanje fauvizma.
Leta 1907 je po naročilu matere umetnika Roberta Delaunaya, Berthe, grofice Delaunay, naslikal The Snake Charmer.

### Le Banquet Rousseau
Ko je Pablo Picasso opazil sliko, ki jo je Rousseau prodajal na ulici kot prebarvano platno, je takoj priznal Rousseauju da je genij in je pristopil, da bi ga spoznal. Leta 1908 je imel Picasso pol resen, pol burlesken banket v svojem studiu v Le Bateau-Lavoir na Rousseaujevo čast. Le Banket Rousseau je bil "eden izmed najbolj opaznih družbenih dogodkov dvajsetega stoletja", piše ameriški pesnik in literarni kritik John Malcolm Brinnin, "ni bil niti orgiastična priložnost niti razkošen. Njegova poznejša slava zrasla iz dejstva, da je bilo pisano dogajanje znotraj revolucionarnega umetniškega gibanja v času najzgodnejših uspehov tega gibanja in dejstva, da so bili posamezniki, katerih ločeni vplivi sevajo kot napere ustvarjalno svetlobo v svet umetnosti generacij." 
Gostje na banketu so bili: Guillaume Apollinaire, Jean Metzinger, Juan Gris, Max Jacob, Marie Laurencin, André Salmon, Maurice Raynal, Daniel-Henri Kahnweiler, Leo Stein in Gertrude Stein. 
Maurice Raynal, je pisal o  "Le Banket Rousseauja" v Les Soires de Paris, 15. januarja 1914, str. 69. 

## Upokojitev
Po Rousseaujevi upokojitvi leta 1893, je dopolnjeval svojo majhno pokojnino z delom s krajšim delovnim časom in igranjem violine na ulicah. Prav tako je kratek čas delal v Le petit journal, kjer je izdelal številne platnice.
Rousseau je svojo zadnjo sliko Sanje, razstavil marca 1910 v Salon des Independants. V istem mesecu je utrpel flegmon v nogi, ki ga je ignoriral. V avgustu je bil sprejet v bolnišnico Necker v Parizu. 2. septembra 1910 je po operaciji umrl zaradi krvnega strdka. Na njegovem pogrebu je stalo sedem prijateljev ob njegovem grobu: slikarja Paul Signac in Manuel Ortiz de Zarate, umetniški par Robert Delaunayeve in Sonia Terk, kipar Brâncuși, Rousseaujev najemodajalec Armand Queval in Guillaume Apollinaire, ki je napisal epitaf, Brâncuși pa ga dal na nagrobnik.

## Zapuščina
Rousseaujeva dela so imela velik vpliv na več generacij avantgardnih umetnikov, tudi Pabla Picassa, Jeana Hugoja, Fernanda Légerja Jeana Metzingerja, Maxa Beckmanna in nadrealiste. Robert Smith, umetnostni kritik, je napisal za The New York Times: "Beckmannovi neverjetni avtoportreti za primer, so izpeljava ostrih, zgoščenih oblik Rousseaujevega portreta pisatelja Pierra Lotija". 
Vizualni slog animirana filma Kirikou in čarovnica  Michela Ocelota iz leta 1998 je delno navdihnil Rousseau, zlasti upodobitev vegetacije džungle. 
Kritiki so ugotovili vpliv Rousseauja na poezijo Wallace Stevensa: primer Floral Decorations for Bananas v zbirki Harmonium..
Ameriška pesnica Sylvia Plath je bila velik občudovalec Rousseauja in njegove umetnosti, kot tudi navdih za risanje iz njegovih del, v njeni poeziji. Pesem  Yadwigha, on a Red Couch, Among Lilies (1958) temelji na njegovi sliki Sanje, medtem ko pesem Snakecharmer (1957) temelji na slik The Snake Charmer. 
Eno izmed njegovih del je bilo navdih za animirani film Madagaskar.
Pesem Jungle Line, Joni Mitchell, tudi temelji na Rousseaujevi sliki.
Leta 1911 je bila retrospektivna razstava Rousseaujevih del prikazana v Salon des Indépendants. Njegove slike so bile prikazane tudi na prvi razstavi Blaue Reiter

## Izbor slik
- A Carnival Evening, 1886, Philadelphia Museum of Art, Filadelfija, PA
- Boy on the Rocks, 1895–97, National Gallery of Art, Washington, D.C.
- The Sleeping Gypsy, 1897, MoMA, New York
- La tour Eiffel peinte par Henri Rousseau, 1898, Houston Museum of Fine Arts, Houston
- Le Moulin, okoli 1896, Musée Maillol, Paris
- Exotic Landscape, 1908, Privatna zbirka
- Fight Between a Tiger and a Buffalo, 1908, Cleveland Museum of Art, Cleveland, Ohio
- In a Tropical Forest Combat of a Tiger and a Buffalo, 1908-1909, Hermitage Museum, St. Petersburg
- The Flamingoes, 1907, Privatna zbirka
- The Football Players, 1908, Solomon R. Guggenheim Museum, New York
- Muse Inspiring the Poet (Portret Guillauma Apollinaireja in Marie Laurencin), 1909, Kunstmuseum Basel, Švica
- The Equatorial Jungle, 1909, National Gallery of Art, Washington, D.C.
- The Snake Charmer, 1907, Musée d'Orsay, Paris
- The Repast of the Lion, c.1907, Metropolitan Museum of Art, New York
- Bouquet of Flowers, 1910, Tate Gallery, London
- Pierre Loti, 1910, Kunsthaus Zurich, Švica